# Lill-Gravatjärnen
Lill-Gravatjärnen är en sjö i Bjurholms kommun i Ångermanland och ingår i Öreälvens huvudavrinningsområde. Sjön har en area på 0,0327 kvadratkilometer och ligger 236,9 meter över havet. Sjön avvattnas av vattendraget Gravabäcken.

## Delavrinningsområde
Lill-Gravatjärnen ingår i det delavrinningsområde (710225-165874) som SMHI kallar för Inloppet i Storgravatjärnen. Medelhöjden är 279 meter över havet och ytan är 3,06 kvadratkilometer. Det finns inga avrinningsområden uppströms utan avrinningsområdet är högsta punkten. Gravabäcken som avvattnar avrinningsområdet har biflödesordning 2, vilket innebär att vattnet flödar genom totalt 2 vattendrag innan det når havet efter 96 kilometer. Avrinningsområdet består mestadels av skog (94 procent). Avrinningsområdet har 0,03 kvadratkilometer vattenytor vilket ger det en sjöprocent på 1,1 procent.